# Musée littéraire d'Odessa
Le  musée de la littérature d'Odessa  (en ukrainien : Музей исторії евреев Одессы «Мигдаль-Шорашим») d'Odessa se situe au 2 de la rue Langeron.

## Historique
Fondé en 1977 il se situe dans le palais Gagarine qu est classé.

## Images

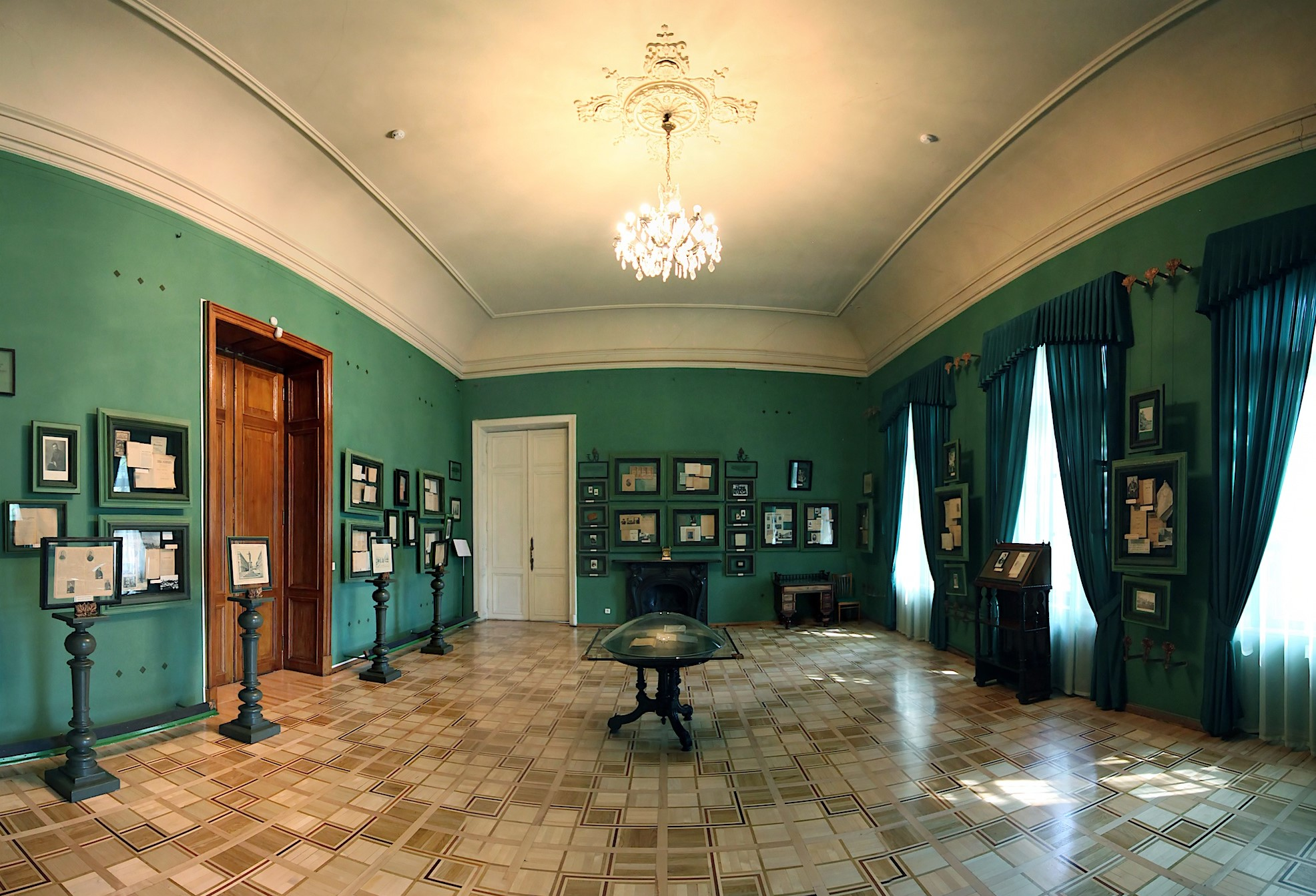
Une salle
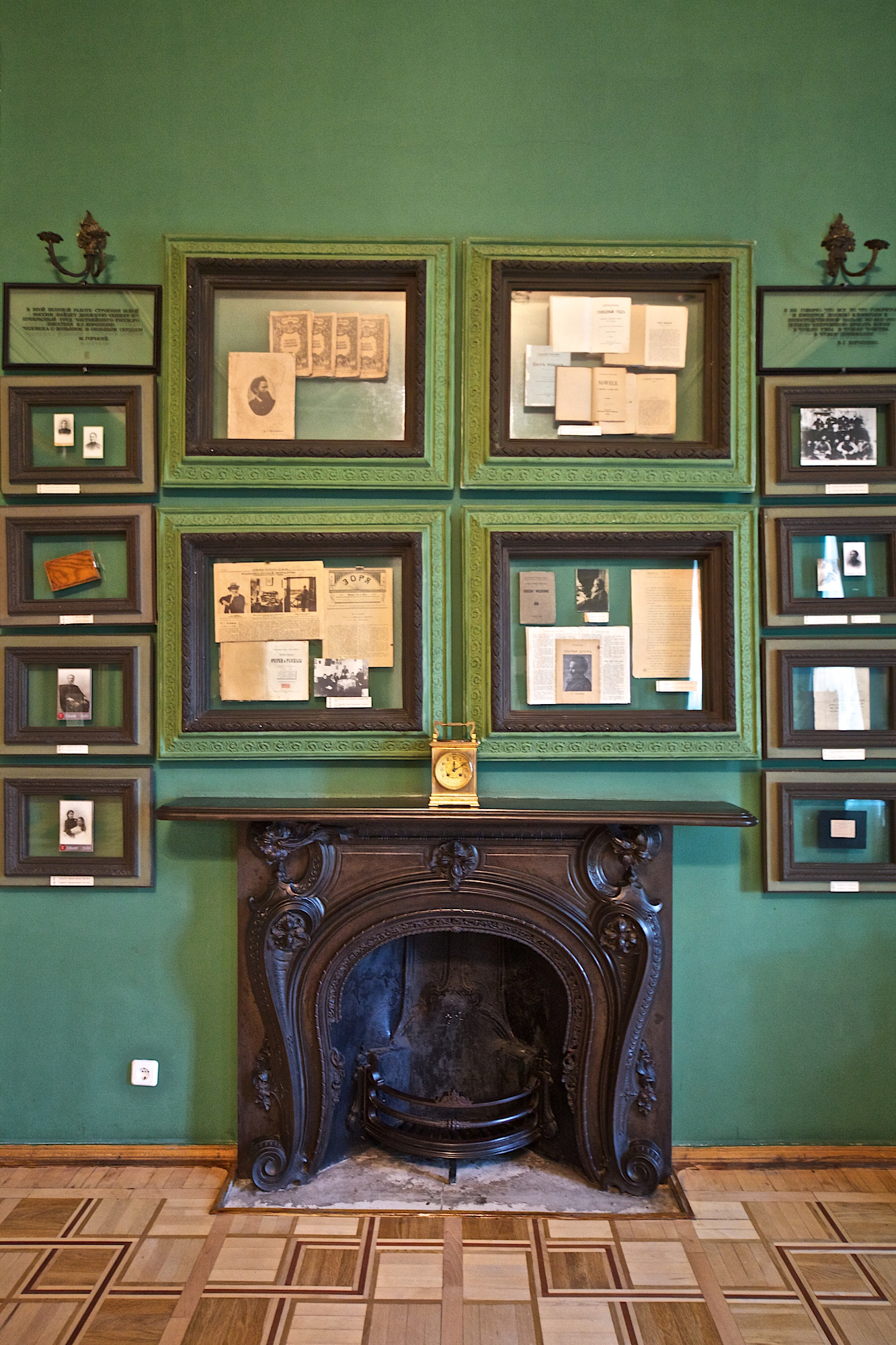
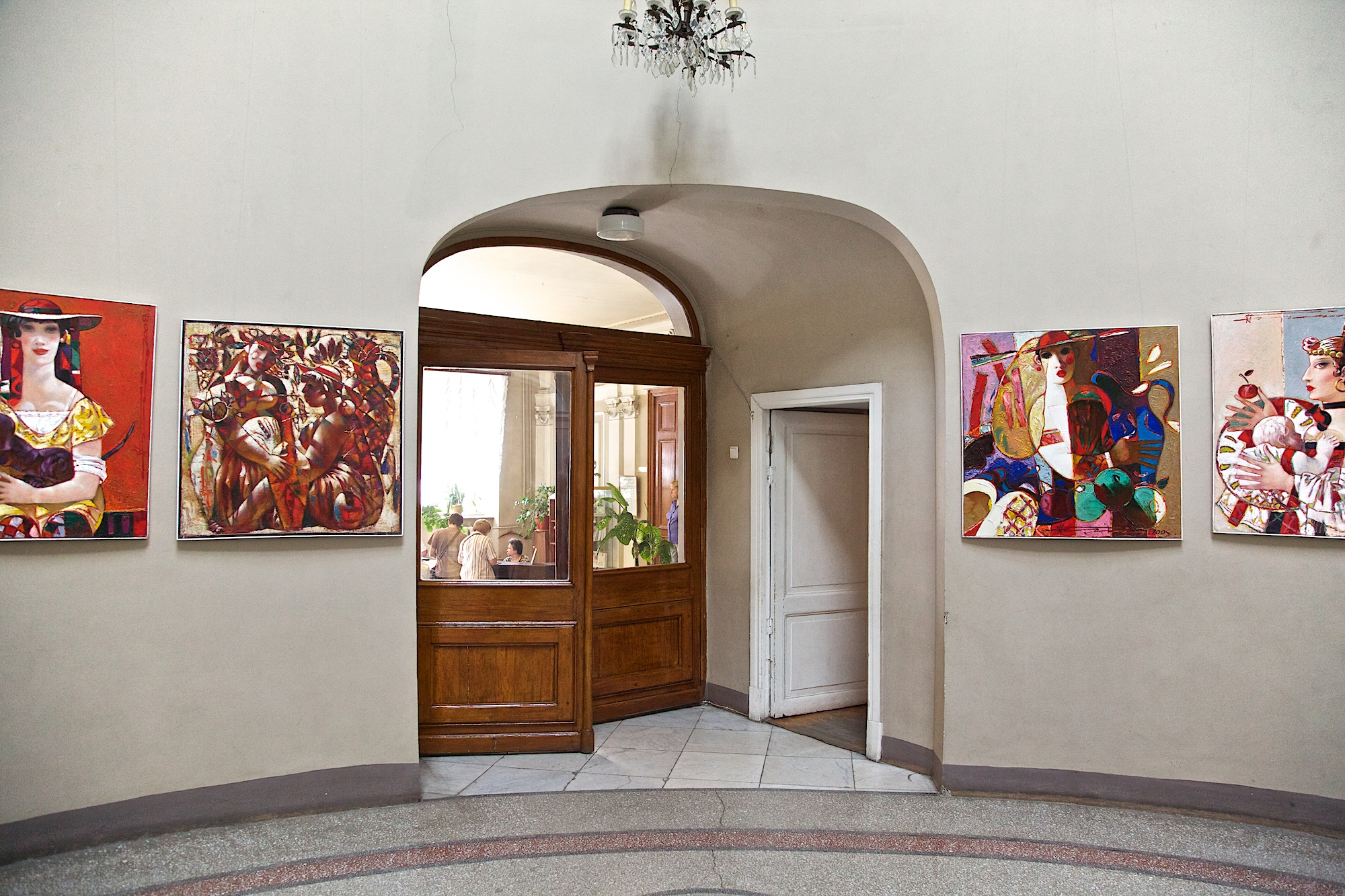
d'exposition
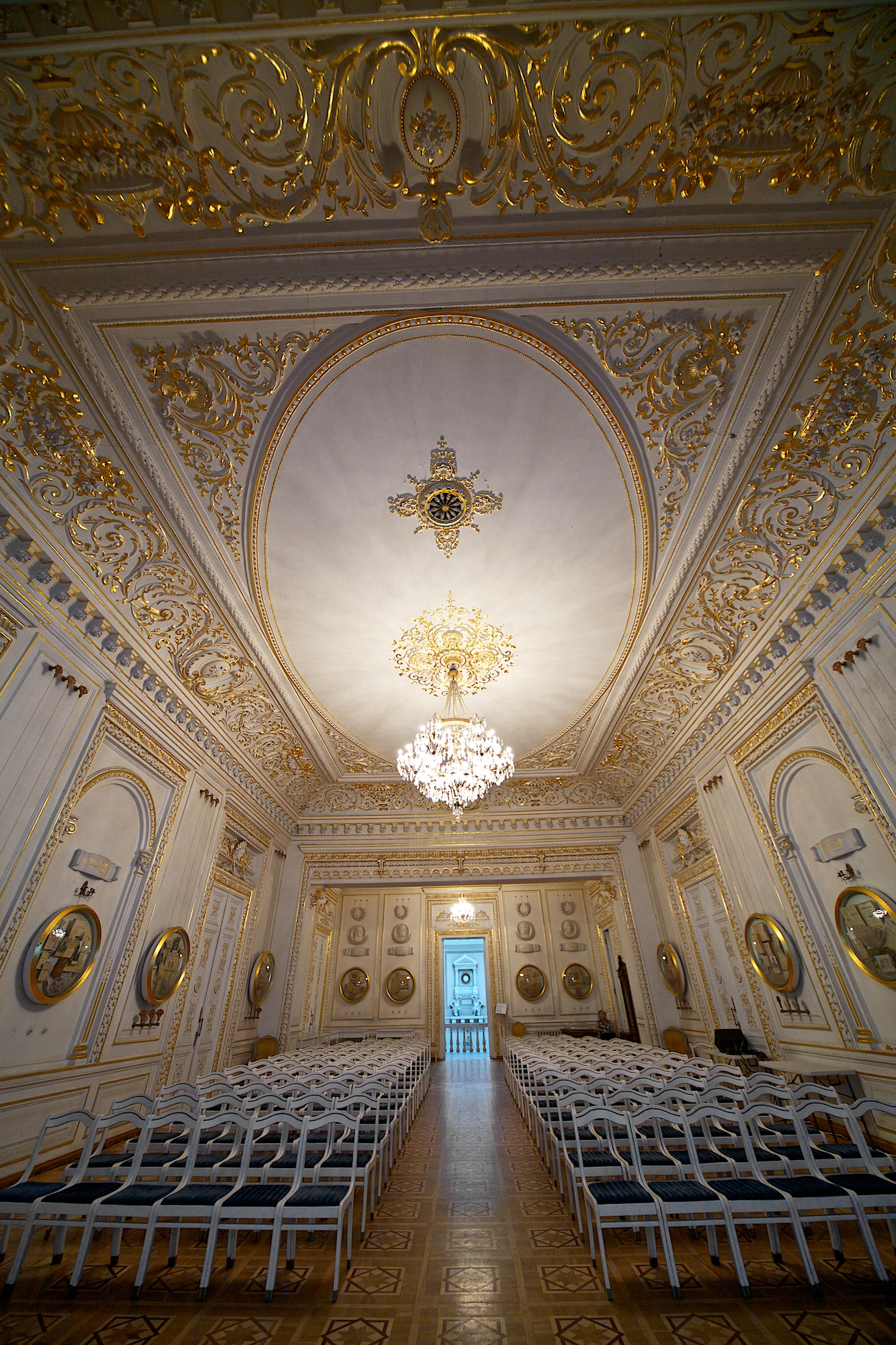
et un plafond décoré.